# Tylorida striata
Espèce
Synonymes
- Meta striata Thorell, 1877
- Meta stellimicans Simon, 1886
- Argyroepeira bigibba Thorell, 1887
- Tylorida magniventer Bösenberg & Strand, 1906
- Linyphia nicobarensis Tikader, 1977
- Sternospina concretipalpis Schmidt & Krause, 1993

Tylorida striata est une espèce d'araignées aranéomorphes de la famille des Tetragnathidae.

## Distribution
Cette espèce se rencontre en Inde, en Chine, en Asie du Sud-Est, en Australie au Queensland et aux Comores.

## Description

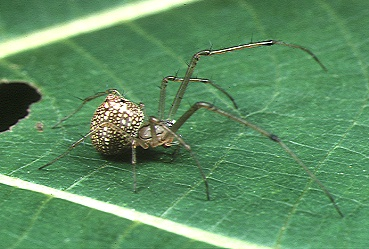
Tylorida striata ♀

La femelle holotype mesure 5,5 mm.

## Systématique et taxinomie
Cette espèce a été décrite sous le protonyme Meta striata par Thorell en 1877. Elle est placée dans le genre Argyroepeira par Thorell en 1887 puis dans le genre Tylorida par Simon en 1894.
Tylorida magniventer a été placée en synonymie par Tanikawa en 2005.
Sternospina concretipalpis a été placée en synonymie par Dimitrov, Álvarez-Padilla et Hormiga en 2008.
Meta stellimicans a été placée en synonymie par Kulkarni et Yadav en 2015.
Linyphia nicobarensis a été placée en synonymie par Sankaran, Malamel, Joseph et Sebastian en 2017.

## Publication originale
- Thorell, 1877 : « Studi sui Ragni Malesi e Papuani. I. Ragni di Selebes raccolti nel 1874 dal Dott. O. Beccari. » Annali del Museo Civico di Storia Naturale di Genova, vol. 10, p. 341-637  (texte intégral).